# 7999 Несворни
7999 Несворни (7999 Nesvorný) — астероїд головного поясу, відкритий 11 вересня 1986 року.
Тіссеранів параметр щодо Юпітера — 3,199.